# Metabotropni glutamatni receptor 4
Metabotropni glutamatni receptor 4 je protein koji je kod ljudi kodiran  genom.
Ovaj protein zajedno sa GRM6, GRM7 i GRM8 pripada grupi III familije metabotropnih glutamatnih receptora. Grupa III receptora je vezana za inhibiciju kaskade cikličnog AMP. Aktivacija GRM4 je potencijao terapeutski korisna u tretmanu Parkinsonove bolesti.

## Ligandi

### Ortosterni
- [4], LSP1-3081: agonisti

### Pozitivni alosterni modulatori (PAM)
- Triciklični tiazolopirazolni derivati jedinjenja 22a: [5]
- [6][7]
- = 141%[8]
- -0155041: podtip-selektivni PAM agonist sa robastnom in vivo aktivnošću[9]
- , negativni alosterni modulator mGluR1,[10] direktni agonist [11]

## Literatura
- Flor PJ; Lukic S; Rüegg D;  . (1995). „Molecular cloning, functional expression and pharmacological characterization of the human metabotropic glutamate receptor type 4.”. Neuropharmacology. 34 (2): 149—55. PMID 7617140. doi:10.1016/0028-3908(94)00149-M.
- Scherer SW; Duvoisin RM; Kuhn R;  . (1997). „Localization of two metabotropic glutamate receptor genes, GRM3 and GRM8, to human chromosome 7q.”. Genomics. 31 (2): 230—3. PMID 8824806. doi:10.1006/geno.1996.0036.
- Gomeza J; Mary S; Brabet I;  . (1996). „Coupling of metabotropic glutamate receptors 2 and 4 to G alpha 15, G alpha 16, and chimeric G alpha q/i proteins: characterization of new antagonists.”. Mol. Pharmacol. 50 (4): 923—30. PMID 8863838.
- Fu M; Wang C; Reutens AT;  . (2000). „p300 and p300/cAMP-response element-binding protein-associated factor acetylate the androgen receptor at sites governing hormone-dependent transactivation.”. J. Biol. Chem. 275 (27): 20853—60. PMID 10779504. doi:10.1074/jbc.M000660200.
- Barbon A, Ferraboli S, Barlati S (2000). „Assignment of the human metabotropic glutamate receptor gene GRM4 to chromosome 6 band p21.3 by radiation hybrid mapping.”. Cytogenet. Cell Genet. 88 (3-4): 210. PMID 10828590. doi:10.1159/000015551.
- Ohtsuki T, Toru M, Arinami T (2002). „Mutation screening of the metabotropic glutamate receptor mGluR4 (GRM4) gene in patients with schizophrenia.”. Psychiatr. Genet. 11 (2): 79—83. PMID 11525421. doi:10.1097/00041444-200106000-00004.
- Erdemir T; Bilican B; Oncel D;  . (2002). „DNA damage-dependent interaction of the nuclear matrix protein C1D with Translin-associated factor X (TRAX).”. J. Cell. Sci. 115 (Pt 1): 207—16. PMID 11801738.
- Collard CD; Park KA; Montalto MC;  . (2002). „Neutrophil-derived glutamate regulates vascular endothelial barrier function.”. J. Biol. Chem. 277 (17): 14801—11. PMID 11847215. doi:10.1074/jbc.M110557200.
- R, Enz (2002). „The actin-binding protein Filamin-A interacts with the metabotropic glutamate receptor type 7.”. FEBS Lett. 514 (2-3): 184—8. PMID 11943148. doi:10.1016/S0014-5793(02)02361-X.
- Gaughan L; Logan IR; Cook S;  . (2002). „Tip60 and histone deacetylase 1 regulate androgen receptor activity through changes to the acetylation status of the receptor.”. J. Biol. Chem. 277 (29): 25904—13. PMID 11994312. doi:10.1074/jbc.M203423200.
- Mungall AJ; Palmer SA; Sims SK;  . (2003). „The DNA sequence and analysis of human chromosome 6.”. Nature. 425 (6960): 805—11. PMID 14574404. doi:10.1038/nature02055.
- Ota T; Suzuki Y; Nishikawa T;  . (2004). „Complete sequencing and characterization of 21,243 full-length human cDNAs.”. Nat. Genet. 36 (1): 40—5. PMID 14702039. doi:10.1038/ng1285.
- Iacovelli L; Capobianco L; Iula M;  . (2004). „Regulation of mGlu4 metabotropic glutamate receptor signaling by type-2 G-protein coupled receptor kinase (GRK2).”. Mol. Pharmacol. 65 (5): 1103—10. PMID 15102938. doi:10.1124/mol.65.5.1103.
- Hermit MB, Greenwood JR, Bräuner-Osborne H (2004). „Mutation-induced quisqualic acid and ibotenic acid affinity at the metabotropic glutamate receptor subtype 4: ligand selectivity results from a synergy of several amino acid residues.”. J. Biol. Chem. 279 (33): 34811—7. PMID 15184361. doi:10.1074/jbc.M404109200.
- Yoo BC; Jeon E; Hong SH;  . (2005). „Metabotropic glutamate receptor 4-mediated 5-Fluorouracil resistance in a human colon cancer cell line.”. Clin. Cancer Res. 10 (12 Pt 1): 4176—84. PMID 15217955. doi:10.1158/1078-0432.CCR-1114-03.
- Chang HJ; Yoo BC; Lim SB;  . (2005). „Metabotropic glutamate receptor 4 expression in colorectal carcinoma and its prognostic significance.”. Clin. Cancer Res. 11 (9): 3288—95. PMID 15867225. doi:10.1158/1078-0432.CCR-04-1912.
- Mathiesen JM, Ramirez MT (2006). „The metabotropic glutamate receptor 4 is internalized and desensitized upon protein kinase C activation.”. Br. J. Pharmacol. 148 (3): 279—90. PMC 1751557 . PMID 16582932. doi:10.1038/sj.bjp.0706733.
- Iacovelli L; Arcella A; Battaglia G;  . (2006). „Pharmacological activation of mGlu4 metabotropic glutamate receptors inhibits the growth of medulloblastomas.”. J. Neurosci. 26 (32): 8388—97. PMID 16899734. doi:10.1523/JNEUROSCI.2285-06.2006.

## Spoljašnje veze
- „Metabotropic Glutamate Receptors: mGlu4”. IUPHAR Database of Receptors and Ion Channels. International Union of Basic and Clinical Pharmacology. Архивирано из оригинала 03. 12. 2013. г.